# Filip Lotaryński
Filip Lotaryński,  Chevalier de Lorraine – Kawaler Lotaryński (ur. 1643, zm. 8 grudnia 1702) – francuski arystokrata z rodu Gwizjuszy – linii bocznej panującej w ówczesnym księstwie Lotaryngii dynastii z Vaudémont. Kawaler Lotaryński był kochankiem Filipa, księcia Orleanu, brata króla Francji Ludwika XIV.

## Życiorys
Filip Lotaryński był drugim dzieckiem hrabiego i hrabiny Harcourt. Jego ojciec, Henryk Lotaryński został hrabią Harcourt w 1605 roku mając cztery lata i przez całe życie był Wielkim Koniuszym Francji - ta prestiżowa i dziedziczna godność polegała na organizowaniu podróży króla i dworu oraz na ich zaopatrzeniu i zakwaterowaniu; pozycja ta ułatwiała dostęp do króla i była powodem do zazdrości. Matka Filipa pochodziła ze starego szlacheckiego rodu Cambout, który wywodził się z pierwszych książąt Bretanii.
Najstarszy brat kawalera Lotaryńskiego Ludwik, hrabia Armagnac był mężem Katarzyny de Neufville, najmłodszej córki Nicolasa de Neufville de Villeroy, wychowawcy młodego Ludwika XIV, i siostry Franciszka de Neufville de Villeroy, który był wychowawcą Ludwika XV i podobnie jak ojciec Marszałkiem Francji.
Filip Lotaryński jeszcze jako pięciolatek został opatem Saint-Pierre w diecezji Chartres.
Filip miał być tak piękny jak anioł - pochlebna opinia o jego wyglądzie zewnętrznym ma odbicie w ówczesnych pamiętnikach i diariuszach dworskich. Miał on zostać kochankiem Monsieur w 1658 roku, kiedy to mieszkał w Palais-Royal na dworze przebywających tam na dobrowolnym wygnaniu księżniczki angielskiej Henrietty Anny i jej matki, królowej Henrietty Marii. Znajdowały się we Francji z powodu wojny domowej, której ofiarą był ich mąż i ojciec Karol ścięty 30 stycznia 1649. Angielska rodzina królewska w pośpiechu opuściła Anglię i schroniła się we Francji, gdzie została przyjęta przez ówczesną regentkę Annę Austriaczkę i wszechwładnego wówczas kardynała Mazarin, którzy wyznaczyli uciekinierom pensję i Palais-Royal na dom.

... król zwrócił się do kawalera Lotaryńskiego, który niepodzielnie rządził księciem Orleańskim. Miał on twarz uroczą, a książę nie miał gustu do kobiet i wcale się z tym nie krył. A postąpił tak ponieważ kawaler Lotaryński w kilka lat faktycznie stał się jego panem i pozostał nim przez całe swoje życie księcia Orleańskiego.

Kawaler Lotaryński przebywał z Henriettą Anną niemal do jej śmierci - wkrótce angielska księżniczka poślubiła Monsieur w 1661 roku podczas ceremonii zaślubin w Palais-Royal. Przez cały czas małżeństwa, jak i na długo przed nim książę Orleański miał kilka romansów z dobrze urodzonymi szlachcicami, ale to właśnie jego związek z Filipem Lotaryńskim trwał najdłużej i był przedmiotem plotek na dworze. w 1670 roku, Henrietta Anne zmarła nieoczekiwanie w pałacu Saint-Cloud, a kawaler Lotaryński był podejrzewany o zamordowanie księżnej, chociaż autopsja wykazała, że powodem śmierci było zapalenie otrzewnej wywołane przez wrzód.
Monsieur miał nawet powiedzieć swojej żonie, że nie będzie mógł jej kochać bez zgody Lotaryńczyka.

Henrietta Anna była niezwykle zazdrosna o kochanka męża i małżeństwo księstwa Orleanu było nieszczęśliwe. W styczniu 1670 roku wymogła na królu uwięzienie kawalera Lotaryńskiego najpierw w okolicach Lyonu, później w śródziemnomorskiej fortecy na zamek d'If, po czym wygnano go do Rzymu. W lutym następnego roku na skutek protestów i próśb królewskiego brata powrócił na dwór.

Kawaler Lotaryński jako Ganimedes

Książę Orleański ożenił się ponownie w 1671 roku z Elżbietą Charlottą, córką elektora Karola Ludwika i Charlotty Hessen-Kassel. Był to już drugi ślub Filipa, który ze swoją pierwszą żoną miał czworo dzieci. Z powodu jego powszechnie znanych homoseksualnych skłonności podejrzewano, że małżeństwo nie zostanie skonsumowane; mimo to doczekali się dwójki dzieci. Elżbieta Charlotta w przeciwieństwie do pierwszej żony Monsieur patrzyła przychylniejszym okiem na upodobania męża, aczkolwiek dochodziło między nimi do kłótni na temat stałej obecności faworytów Filipa w ich rezydencji.
W 1682 roku Filip został wygnany po raz kolejny pod zarzutem uwiedzenia nastoletniego Ludwika Burbona, hrabiego Vermadois (syna Ludwika XIV i jego kochanki Louise de La Vallière), którego oskarżył (wraz z królewskim kuzynem Franciszkiem Ludwikiem Burbonem, księciem Conti) o praktykowanie włoskiego grzechu (tak wówczas we Francji określano homoseksualizm).
Na dwór powrócił, dopiero gdy król usiłował doprowadzić do małżeństwa pomiędzy Filipem, księciem Chartres i nieślubną córką króla Franciszką Marią, mademoiselle de Blois w 1692. Książę Chartres był synem Monsieur i jego drugiej żony Elżbiety Charlotty Wittelsbach, która nie zgadzała się na to małżeństwo, gardząc pochodzeniem królewskiej córki i nie dającej się niczym przekupić. Król nie widząc innej możliwości sprowadził na dwór kawalera Lotaryńskiego i wykorzystując jego wpływ na księcia Orleanu, doprowadził do zawarcia małżeństwa pomiędzy księciem Chartes i mademoiselle de Blois, czym jeszcze bardziej zraził do siebie Elżbietę Charlottę. W zamian za pośrednictwo u księcia, Filip otrzymał od króla Order św. Ducha i nadania ziemskie.
Według Henrietty Anny, Elżbiety Charlotty i Saint-Simona, Filip Lotaryński manipulował Monsieur i wykorzystywał związek z nim do własnych celów. Według Saint-Simona Filip poślubił swoją kuzynkę Beatrycze Hieronimę Lotaryńską (1662–1738), późniejszą opatkę Remiremont.
Książę Orleański zmarł w 1701 roku; przepisał w testamencie swojemu kochankowi kolekcję inkrustowanych złotem i macicą perłową mebli z Palais-Royal (większość z nich pochodziła z posagu Elżbiety Charlotty) i dożywotnią rentę.
Filip Lotaryński zmarł w 1702 roku w wieku pięćdziesięciu dziewięciu lat na skutek apopleksji.
Jego siostrzenica Maria Lotaryńska była księżną Monako poprzez małżeństwo z księciem Antonim I Grimaldim.
Potomkami kawalera Lotaryńskiego są niemieccy hrabiowie Oeynhausen i portugalscy markizowie Alorny.

## Potomstwo
Z małżeństwa ze swoją kuzynką Beatrycze Hieronimę Lotaryńską (1662–1738) nie miał dzieci;
Z nieformalnego związku z Claude de Souches miał jednego syna:
- Aleksander Bastard Lotaryński, Kawaler de Beauvernois (? – przed 1734)[6]